# Spell Your Name
Spell Your Name es un documental ucraniano-estadounidense de 2006, dirigido por Sergey Bukovsky, uno de los productores ejecutivos es Steven Spielberg, los protagonistas son Polina Bel’skaia, Maryna Chaika y Mariia Egorycheva-Glagoleva, entre otros. Esta obra fue realizada por USC Shoah Foundation Institute y Film Plus, se estrenó el 1 de septiembre de 2006.

## Sinopsis
Los sobrevivientes dan a conocer la historia de la matanza de Babi Yar de la Segunda Guerra Mundial, allí cerca de 100 000 individuos fueron asesinados por los alemanes.